# Agrotis nigrata
Agrotis nigrata är en fjärilsart som beskrevs av Alexinschi och Peiu 1953. Agrotis nigrata ingår i släktet Agrotis och familjen nattflyn. Inga underarter finns listade i Catalogue of Life.